# 大澤隆夫
大澤隆夫（1968年3月11日—），日本男演員，東京都出生，日本专修大学经济学部毕业，隸屬Core International事務所，大澤隆夫的個人事務所。身高181公分。

## 简介

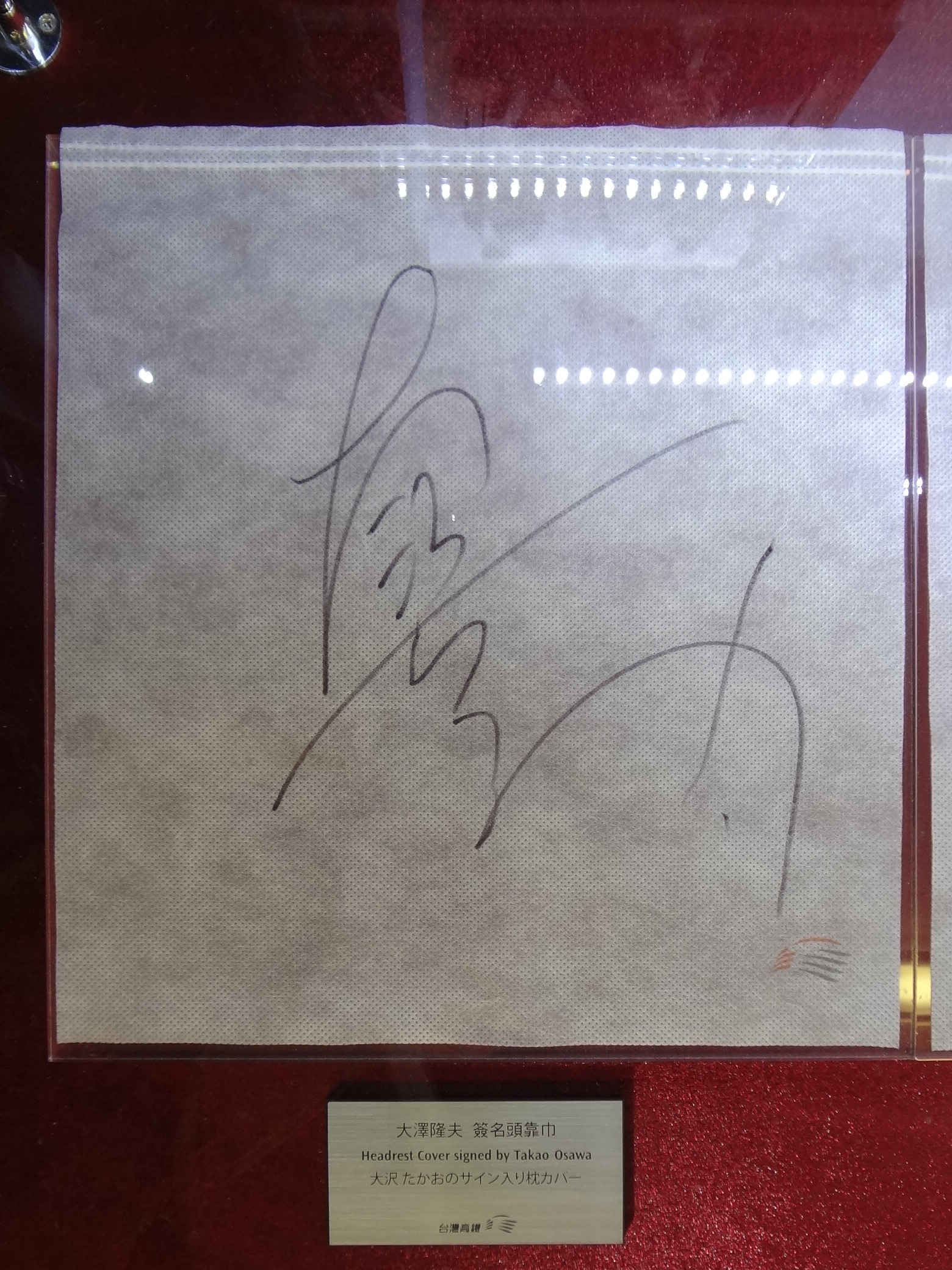
大澤隆夫簽名台灣高鐵頭靠巾

- 名字「大泽隆夫」本全是漢字，因認為不够柔和，后將「隆夫」写成平假名。
- 1968年3月11日出生在日本东京都的普通家庭，是家中三兄弟中最小的，父親在大型机电公司上班，母親是家庭主妇。父親於2006年逝世。
- 身高来自家族的遗传，两个哥哥也都有180cm以上。进入中学后身高超过170cm被选入排球队，并喜欢上职业摔跤、摇滚音乐和吉他弹奏，高中时与朋友组建了樂團并担任Bass手，数理成绩不錯。
- 19岁就读大学二年级时，在新宿“第三仓库”俱乐部被星探发掘，成为一名时尚杂志和时装发布会的模特兒；后被日本石油公司邀请拍摄广告初涉影视表演，1993年辭去模特兒工作但也對未來沒有方向，經過一年多的思考摸索後，正式进入演艺圈发展，主要从事表演、配音、旁白、主持、导演工作，涉及电影、电视、舞台剧、电台广播、广告等领域，都有很好的成绩。
- 在运动方面很有天赋，读书时体育成绩基本上是A，19岁时曾跑去夏威夷考潜水执照；拍戏学习过帆板运动、骑马、杀阵、射箭等项目，平时会保持一定的运动量来确保良好的工作状态。持有大型摩托车驾驶执照、一级小型船泊驾驶执照、国际驾照。
- 1995年和歌手广濑香美因电影《滑雪场之恋》相识，1999年3月在美國結婚，因工作和家庭不能兼顧的原因，2006年11月兩人在各自官网宣布结束婚姻。
- 工作闲暇时喜欢去海外居住和旅行、逛电器商店、时装店，看书或去寺院或神社参拜。现在喜欢听安静些的音乐，一般不用香水；喜欢肉类食物，讨厌吃蔬菜，特別挑食。
- 2013年曾于電視節目中透露自己目前喜歡的歌曲為Ben Folds Five的《Philosophy》，不喜歡香水，對味道很敏感。
- 2016年12月21日開通新浪微博，ID：大泽隆夫official，向大家說明，已於2016年夏天開始學習中文。

## 略歷
- 1987年，大学被星探发掘后开始担任『MEN'S NON-NO』等时装雜誌和时装秀的模特儿，曾在巴黎时装周为山本耀司的1990春夏时装新品发布会走秀。
- 1994年，参演的电影、电视剧播出后开始受关注。
- 1995年，担任日劇《星之金币(白色之戀)》男主角，在影视圈崭露头角,参与蜷川幸雄导演的舞台剧《仲夏夜之梦》在英国和日本的公演。
- 1996年，主演电影《Chinpira》和在亚洲和欧洲拍摄的电视剧《深夜特急》演技受到肯定。
- 1998年，参与在大洋洲拍摄的纪录片《青春回归线》并演唱主题曲；发行首张单曲并负责作曲；出演蜷川幸雄的舞台剧《罗密欧与茱丽叶》的男主角。
- 1999年，凭借在电视剧《美人》精彩表现获得第23回日剧学院赏“助演男优赏”；发行了负责作曲的第二张单曲和第一张音乐专辑。。
- 2000年，随同参演的香港电影《有时跳舞》工作人员参加第50届柏林国际电影节，在这部由关锦鹏执导、中日演员合拍的影片中还担任旁白。
- 2001年起，将工作重心向电影方面转移，陆续参演了二十几部电影，出演了各种不同类型的角色，同时还参演舞台剧的演出。
- 2003年，在五部公映的电影中将每个角色都诠释得各有特点，更加展示在演技方面的多样性；赴非洲拍摄主演的电视剧《非洲之蹄》播出。
- 2004年，主演电影《解夏》获得第28回日本电影金像奖优秀主演男优赏，主演电影《在世界的中心呼唤爱》在多个国家和地区公映后广受好评，被韩国歌手邀请拍摄歌曲MV。
- 2005年，为法国纪录片《帝企鹅日记》(日版)中的企鹅爸爸配音，并出演美国日本合拍电影《Into The Sun》中重要的反派角色。
- 2006年，凭借在电影《穿越时空的地铁》中出演角色不同阶段地精彩演绎，演技得到了各方肯定并夺得多个奖项。
- 2007年，主演电影《午夜雄鹰》被选为第20届东京国际电影节开幕影片，另一部主演电影《如果能在天堂与你相遇》首映时感动了所有媒体和观众。
- 2008年，凭借在南美洲拍摄的纪录片《天空的失落的世界》获第26回ATP赏特别赏；担任铃木胜秀的音乐剧《剧院魅影》主演和《爱与斗》制作人。
- 2009年，當時眾人反對，在大澤隆夫堅持下，睽違八年重回電視劇，主演大获成功的电视剧《仁医》演艺事业达到高峰；4月开始担任已有42年的电台节目主持人。
- 2010年，主演根据历史电影《樱田门外之变》并参加完成报告会和首映礼；赴非洲拍摄纪录片《大地疾走》，探寻人类的发源地。
- 2011年，主演的《仁医完结篇》播放前已经被80多个国家和地区购买了播放权，并首次参演周防正行执导的电影，在《终之信托》中出演一名检察官。
- 2012年，年初前往南极大陆，参与NHK、BBC两家电视台联合制作的纪录片《冰冻星球》地拍摄；3月被醍醐寺世界遗产剧场邀请，公演自己导演的朗读剧·一期一会《义经》获称赞；4月为知名动画导演细田守的动画电影《狼的孩子雨与雪》中狼人一角担任配音；5月拍摄电影《草莓之夜》，出演暴力团干部，8月开始拍摄三池崇史导演的电影《藁の楯》，饰演担任护送犯人的特警，9月首次主演NHK时代剧，出演日本古代北方英雄阿弖流为，剧中要挑战多场骑马、射箭的戏。
- 2013年，年初参与导演魏德圣投资的台湾电影《KANO》，饰演为台湾南部水利做出重要贡献的“嘉南大圳之父”八田与一；1月底至2月底期间三次前往北极地区，参与拍摄NHK电视台纪录片《神秘的北极圈 光与暗之旅》；3月1日主持由「东京爱乐乐团」负责演奏的『Jet Stream』音乐会。在4月15日播出的《伽利略2》第一话中做为嘉宾出演，饰演新兴宗教团体的教祖连崎至光。5月20日在法国戛纳与导演及女主角一起，参加其主演的入围第66届夏纳电影节主竞赛单元影片《稻草之盾》的宣传活动。
- 2014年，1月來台三天，宣傳《KANO》，三月份Jet Stream音樂會擔任旁白之角色，陸續代言Global Work 和 KIRIN 本搾り，也因Global Work 20週年活動，和平井堅再次合作，8月份，NHK大河劇「花燃ゆ」開拍，10月份和常盤貴子合演的《叫奧林匹克來東京的男人》三小時特別節目首播，12月份至非洲拍攝《風に立つライオン》完成將歌曲電影化的心願。
- 2015年，參與一年期的NHK大河劇「花燃ゆ」2015年1月4日 - 2015年12月13日飾演：小田村伊之助/楫取素彦。大澤本人籌畫已久的《風に立つライオン》電影於2015年3月14日上映，獲得廣大迴響，此部作品是大澤親力親為之作，擔綱企劃及主演。

## 影视作品

### 电影
（注：标注依次为正式公开的时间、电影名及角色、导演、制作或发行公司）
- 1994-04-16 《新宿欲望侦探》飾 - 王良 / 藤得悦 / Eisei GekijoInc（日本）
- 1995-12-09 《滑雪场之恋(溶雪之恋)》飾 - 时雨贤 / 广木隆一 / 东宝（日本）
- 1996-12-21 《不良少年/Chinpira》主演，飾 - 藤田洋一 / 青山真治 / 东映（日本）
- 1999-11-01 《千年旅人》飾 - 富樫辻仁成 / OMEGA（日本）
- 2000-02-24 《有时跳舞》饰 - 福山春树 / 关锦鹏 / 香港高先电影公司
- 2000-08-28 《百年物語》饰 - 廣瀨和夫
- 2001-10-06 《关于莉莉周的一切》客串，飾 - 高尾旅人 / 岩井俊二 / 东宝
- 2002-03-23 《Filament》主演，飾 - 泽田今日太 / 辻仁成
- 2002-10-28 《果酱短篇集之-冻眠/Jam Films》主演，飾 - 数学家 / 饭田让治
- 2003-08-23 《天使之牙》主演，飾-古芳和正 / 西村了 / 华纳兄弟(美国)
- 2003-10-04 《荒神》主演，饰 - 武士 / 北村龙平
- 2003-11-01 《花/hana》主演，饰 - 野崎阳一郎 / 西谷真一 / 东宝
- 2003-11-08 《心魔大审判/Sky High 》飾 - 工藤達也 / 北村龙平 / 东映
- 2004-01-17 《解夏》主演，飾 - 高野隆之 / 矶村一路 / 东宝
- 2004-03-13 《花与爱丽丝》客串，飾 - 摄影师兼面试官 / 岩井俊二 / 东宝
- 2004-05-08 《在世界中心呼唤爱》主演，飾 - 松本朔太郎（成年）/ 行定勋 / 东宝
- 2005-02-15 《向望太阳(烈日血戰)/Into The Sun》饰 - Kuroda / Mink / Aries（美国）+Cine Bazar（日本）等
- 2006-03-18 《子狐物语(小狐狸海伦)》主演，飾 - 矢島幸次 / 河野圭太 / 松竹（日本）
- 2006-05-13 《快乐暴力团转地球／天才盜匪盜轉地球》主演，飾 - 成瀬 / 前田哲 / 松竹
- 2006-10-21 《穿越时光的地下铁/穿越时空的地铁》飾 - 小沼佐吉 / 篠原哲雄 / 松竹
- 2006-11-03 《7月24日大道的圣诞节》飾 - 奥田聡史 / 村上正典 / 东宝
- 2007-05-12 《眉山/Bizen》飾 - 寺澤大介.  犬童一心 / 东宝
- 2007-08-25 《如果能在天堂与你相遇》主演，飾-飯島夏樹 / 新城毅彦 / 东宝
- 2007-11-23 《午夜雄鹰/深夜鹰》主演，飾 - 西崎優二 / 成岛出 / 环球影业(美国)+松竹 等 ※第20回东京国际电影节开幕影片
- 2008-06-07 《築地魚河岸三代目/筑地鱼河岸第三代》主演，飾-赤木旬太郎/松原信吾/松竹
- 2008-10-25 《女座头市/ICHI》飾 - 藤平十馬/曾利文彦/华纳兄弟+TBS（日本）
- 2008-11-15 《爱与斗／Love-Fight》飾 - 大木兼幕后制作人 / 成岛出 / 东映
- 2009-02-21 《前路漫漫/》客串，飾 - 平林老师 / 小林悦吏子
- 2009-05-01 《大盜石川五右衛門/侠盗石川/GOEMON》飾 - 霧隠才蔵 / 纪里谷和明 / 华纳兄弟+松竹
- 2009-09-05 《BALLAD 無名的戀曲》 飾 - 大倉井高虎 / 山崎贵 / 东宝
- 2010-06-12 《花/恋恋凡花/Flowers》客串，饰 - 宽（熏的丈夫）/ 小泉德宏 / 东宝
- 2010-10-16 《櫻田門外之變》主演，飾 - 関鉄之介/佐藤纯弥 / 东映
- 2012-10-27 《临终的信托/终之信托》飾 - 冢原透 / 周防正行 / 东宝
- 2013-01-26 《草莓之夜》飾 - 牧田勳 / 佐藤祐市 / 东宝
- 2013-04-26 《稻草之盾》主演，飾 - 铭苅一基 / 三池崇史 / 华纳兄弟
- 2014-01-27 《KANO》飾 - 八田與一/台灣果子電影有限公司
- 2015-03-14 《佇立於風中的獅子/風に立つライオン》飾 - 島田航一郎 / 三池崇史 / 東宝
- 2019-04-12《在乎你》飾 - 森岛富哉
- 2019-04-19《王者天下》飾 - 王騎
  - 2022-07-15《王者天下2 至遙遠的大地》
  - 2023-07-28《王者天下3 命運之炎》
  - 2024-07-12《王者天下4 大將軍的歸來》
- 2020-02-14《全境失控》主演，飾 - 桐生浩介
- 2021-08-13《妖怪大戰爭 Guardians》飾 - 隱神刑部
- 2023-09-29《沉默的艦隊》主演，飾 - 海江田 四郎
  - 2025-09-26 《沉默的艦隊 北極海大海戰》

### 电视

#### 电视剧
- NHK大河劇（NHK）
  - 1994-04-03 《花之乱》客串，飾 - 足利义材
  - 2015-01-04 《花燃燒》，飾 - 小田村伊之助(楫取素彦)
- 1994-07-04 《某年夏天/在一起的夏天》飾 - 相澤涼一 / 富士电视台(CX)
- 1994-10-19 《青春无悔》飾 - 山崎慎介 / 富士电视台
- 1995-01-08 《说老婆坏话2》飾 - 三上聰 / TBS电视台（TBS）
- 1995-04-12 《星之金币/白色之恋1》主演，飾 - 永井秀一 / 日本电视台(NTV)
  - 1996-10-09 《星之金币2》主演，飾 - 永井秀一 / 日本电视台
  - 1997-04-02 《星之金币完結篇(白色之恋完結篇)》（SP）主演，飾 - 永井秀一 / 日本电视台
- 1996-01-08 《爱的真谛/only you》主演，飾 - 尾崎澄生 / 日本电视〔读卖电视台製作〕
- 1996-03-20 《恋爱前夜第一回～初夜之晨》 / 日本电视台
- 1996-03-30 《幕末剑客传～太阳还会升起》 飾 - 冲田总司 / 富士电视台
- 1996-12-08 《深夜特急 热风亚洲篇》 （SP）主演，飾 - 泽木耕太郎 / 朝日电视台〔名古屋电视台制作〕
  - 1997-07-03 《深夜特急 向西去!欧亚篇》（SP）主演，飾 - 泽木耕太郎 / 朝日电视台〔名古屋电视台制作〕
  - 1998-01-06 《深夜特急 飞光!欧洲篇》（SP）主演，飾 - 泽木耕太郎 / 朝日电视台〔名古屋电视台制作〕
- 1997-07-02 《一切为你(爱的素描)》主演，飾-朝倉智史 / 日本电视台
- 1998-04-16 《认真的女人最美丽》飾 - 三木隆介 / 富士电视台
- 1998-10-14 《世纪末之诗第9集～猜我是谁嘉宾出演，飾-提问者/日本电视台
- 1999-02-23 《不再呼唤，海！》（SP）主演，飾 - 孝次 / 札幌电视台（STV）
- 1999-10-15 《美人(美丽的人)》飾 - 村雨次郎 / TBS电视台
- 1999-12-15 《闪光的瞬间/辉煌的瞬间》（SP）主演，飾 - 泽田教一 / 名古屋电视台（NBN）
- 2000-04-20 《另一个天堂～月蚀》主演，飾 - 皆月悟郎 / 朝日电视台(EX)
- 2000-08-29 《百年物语 第二章 用爱超越悲伤》飾 - 广濑和夫 / TBS电视台
- 2000-12-04 《地球大爆破～最糟糕接触》飾 - 地球人 / BS-i电视台（BS-i）
- 2001-04-13 《再见旧情人(昔之男（日语：昔の男）)》主演，飾 - 池田嵐 / TBS电视台
- 2003-02-23 《非洲之蹄》（SP）主演，飾-作田信/NHK电视台
- 2003-04-29 《我是沙丁鱼/IWASHI》飾 - 王富龙/冨樫森 / WOWOW(日本)
- 2005-09-24 《东京奇妙之旅》客串，飾 - 本人 / 日本电视台
- 2009-10-11 《仁医/JIN-仁》主演，飾 - 南方仁 / TBS电视台 
  - 2011-04-17 《仁医完结篇/JIN-仁2》主演，飾 - 南方仁 / TBS电视台
- 2013-01-11 《火怨·北之英雄 阿弖流为传》主演，飾 - 阿弖流为 / NHK-BS电视台
- 2013-04-15 《伽利略2》第一话嘉宾出演，饰 - 连崎至光 / 富士电视台
- 2014-10-11 《叫奧林匹克來東京的男人》「東京にオリンピックを呼んだ男」，特別節目，飾 - フレッド和田勇 / 富士电视台
- 2019-03-25 《大奧-最終章》SP，飾 - 德川家第八代將軍吉宗 / 富士電視台
- 2022-12-29 《NHKスペシャル「未解決事件 File.09　松本清張と帝銀事件」》主演，飾 - 松本清張 / NHK
- 2023-10-09 《ONE DAY》主演，飾 - 立葵時生 / 富士電視台
- 2024-02-09《沉默的艦隊 第一季 東京灣大海戰》主演，飾 - 海江田 四郎 / Amazon Prime Video

#### 纪录片
- 1998-07-12 《青春回归线～大泽隆夫在新喀里多尼亚》/朝日-JNN电视台
- 2008-12-22 《天空的失去的世界〜南美亚马逊、法属圭亚那高地 地球创世纪的记忆》/朝日电视台
- 2010-10-02 《大地疾走》旅行行/朝日电视台〔TVMAN UNION公司制作〕
- 2012-04-06 《冰冻星球/frozen planet》/NHK电视台〔英国BBC联合制作〕
- 2013-03-31 《神秘的北极圈 光与暗之旅》/NHK-BS电视台

#### 专题节目
- 2008-08-02 《原子弹爆炸63周年的真实》外景记者 /朝日电视台開局50周年特別番組
- 2010-08-09～2010-08-14 《証言記録 市民たちの戦争》/NHK-BShi） ※ 朗読者として出演
- 2012-12-30 《裸男·大泽隆夫》/NHK-BS电视台
- 2014-01-01～01-02 加勒比海楽園大紀行（BS-TBS） - 解说

## 配音作品
-电影-
- 2005-07-16 纪录片《小企鵝大長征》(日语版)饰-企鵝爸爸，旁白
- 2006-11-10 18年目の学園祭〜大人計画フェスティバル（NHK）
- 2012-07-11 动漫电影《狼的孩子雨和雪》饰-狼人，旁白

-纪录片-
- 2001-06-28 テレメンタリー2001「道の途中 〜16歳・難聴のボクサー〜」名古屋电视台制作・朝日系列）
- 2007-10-14 电视短节目『名作的诞生』  （～2009-03结束，TBS）解说
- 2008-01-23 「絶景 エベレスト街道をゆく 〜標高5000m 天空のトレッキング〜」（NHK-BShi）* 2008-05～09 ECOスペシャル 森の旅人 〜Green Traveler〜（BS日テレ）
- 2008-06-21 テレメンタリー2008「ぬくもりの向こうに 〜親の愛を知らない乳児院の子供たち〜」（北海道电视台制作・朝日系列）
- 2008-11-30  电视节目NHK特集『雨の物語〜大台ケ原 日本一の大雨を撮る〜』（NHK）
- 2009-06-13 テレメンタリー2009「ぬくもりの向こうに 〜僕たちのふるさとが消えた日〜」（北海道电视台制作・朝日系列）
- 2010-05-02～05-02 BS特集「証言ドキュメント 日本足球的50年」（NHK-BS1）
- 2014-02 第28回民教協スペシャル「嗣治からの手紙〜画家はなぜ戦争を描いたのか〜」（RKB毎日放送制作、民間放送教育協会各局）- 解说

-其他-
- 2007-11-19 电子游戏《雷頓教授與惡魔之箱》(任天堂DS)饰-安东尼
- 2011-12 电子书籍《光和影》 作者：渡边淳一（CD和mp3）朗读

## 舞台剧
-话剧-
- 《仲夏夜之梦》（导演：蜷川幸雄）
  - 1995～1996（英国、日本公演）
- 《罗密欧与朱丽叶》（主演，飾- 罗密欧，导演：蜷川幸雄，合作：佐藤蓝子 等）
  - 1998-01-21～02-01（埼玉公演，彩之国琦玉艺术剧场）
  - 1998-02-05～02-07（名古屋公演，爱知厚生年金会馆）
  - 1998-01-13～2-22（大阪公演，梅田艺术剧场）
  - 1998-02-25～02-26（富山公演，富山市艺术文化大厅）
- 《DEFILED》（导演：相米慎二，合作：长冢京三）
  - 2001-10-25～11-04（东京公演，天王洲银河剧场）
- 《DEFILED》（导演：铃木胜秀，合作：长冢京三）
  - 2004-11-11～11-27（东京公演，新桥演舞场）
  - 2004-11-30～12-04（大阪公演，梅田艺术剧场）

-音乐剧-
- 《剧院魅影/Phantom》（主演，饰-魅影，导演：铃木胜秀，合作：德秀 等）
  - 2008-01-13～01-27（大阪公演，梅田艺术剧场正厅）
  - 2008-02-01～02-03（名古屋公演，爱知厚生年金会馆）
  - 2008-02-07～02-22（东京公演，青山剧场）
- 《剧院魅影/Phantom》（主演，饰-魅影，导演：铃木胜秀，合作：渡边杏/等）
  - 2010-11-02～11-22（东京公演，赤坂ACT剧场）
  - 2010-11-28～12-09（大阪公演，梅田艺术剧场正厅）
- 《國王與我/The King and I》（飾-首相Kralahome，合作：渡边謙等，全英語發音)
  - 2018-06-21～09（倫敦公演)
  - 2019-07-11～08-04 (東京公演)

-朗读活剧-
- Recita Calda《义经 》（主朗读，合作：津轻三味线-上妻宏光 等）
  - 2009-07-19（京都公演，壬生寺特设舞台)
  - 2009-09-12～09-13（东京公演，增上寺特设舞台）
- 一期一会《义经》（主朗读，合作：津轻三味线-吉田兄弟/等）
  - 2010-05-22～05-23（东京公演，筑地本愿寺特设舞台）
  - 2010-06-05～06-06（奈良公演，药师寺特设舞台）
- 一期一会《Macbeth》（主演，饰-麦克白，兼任导演，津轻三味线：吉田兄弟 等）
  - 2011-08-26～08-27（东京公演，明治神宫外苑·圣德纪念绘画馆特设舞台）
  - 2011-09-03～09-04（大阪公演，西之丸庭园）
  - 2012-03-25（京都公演，总本山醍醐寺·宝聚院灵宝馆·世界遗产剧场）

## 音樂

### 單曲
- 1998-07-01『Rain』（演唱、作曲）
  - 1-1(4:54) ：Rain（『青春回归线』主题曲）
  - 1-2(4:07) ：ロンド(Rondo)
  - 1-3(4:54) ：Rain（原创卡拉OK）
- 1999-01-25『IF...』（演唱、作曲）
  - 1-1(4:25) ：If...
  - 1-2(4:25) ：If...（instrument）

### 迷你專輯
- 1999-02-15『KISS』（演唱、作曲）
  - 1-1(3:59) ：Kiss
  - 1-2(4:23) ：Blind Man　
  - 1-3(4:25) ：If...
  - 1-4(6:20) ：Missing You
  - 1-5(6:01) ：Kiss（inner shade ramix）

### MV
- 《Mr. Flower》(参演，演唱：曹成模）

## 广告代言
- JX日礦日石能源（前身為新日本石油）ENEOS "高标号汽油"（1992年），與鶴田真由（日语：鶴田真由）一起演出（1992年）
- Calbee 薯片（1996年）
- 日本可口可乐 "红茶花伝"（1997年）
- Bowers & Wilkins「CAPRI」（1998年）
- KDDI "TU-KA" デジタルツーカー「スカイワープ」（1998年）
- 三得利
  - 葡萄酒（1998年）
  - 发泡酒 "マグナムドライ"（2001年）
  - "7种啤酒花-Relax"发泡酒（2010年）
- 麒麟啤酒「ラガービール/クラシックラガー」（2004年）
- 丘比沙拉酱-旁白（2005年）
- 优衣库羊绒制品（2007年）
- TBS/JNN宣传片「統一キャンペーン/坂本龍馬編」（2009年）
- 优衣库彩色牛仔裤（2009年）
- 大塚製薬SOY JOY-旁白（2009年）
- 日本雀巢"GOLD BLEND"咖啡（2010年3月 - 2012年3月）
- TOYOTA Vitz（2010年12月 - 2014年）
- 大阪燃气 「ガ、スマート!」(2012年1月 - ）
- 明治meiji酸奶「プロビオヨーグルトLG21」（2013年7月25日 - ）
- KIRIN「本搾りグレープフルーツ」（2014年1月14日 - ）
- Global Work「世界人」（2014年5月17日 - ）
- KDDI電信公司au三太郎シリーズの「無敵の父、登場」篇 （2025年8月1日）

## 电视综艺节目及访谈
- 徹子の部屋《劇的紀行 深夜特急》（1996年12月）
- 徹子の部屋（1999年）
  - 徹子の部屋《子狐物语》（2006年3月10日）
  - 徹子の部屋《如果能在天堂与你相遇》(2007年8月17日)
- おしゃれイズム（2007年9月2日、NTV）
- 僕らの音楽（2010年1月22日）
- 徹子の部屋《大地疾走》（2010年10月1日）
- NTV「TheサンデーNEXT」毒光対談第20弾、おちゃめな42歳（2010年10月17日）
- OCN访谈「大沢たかおが時代を超えて感じるもの」（2011年2月）
- おしゃれイズム（2013年4月28日、NTV）
- しゃべくり007（2013年4月29日、NTV）
- 嵐にしやがれ（2015年3月14日）
- しゃべくり007（2015年3月16日、NTV）

## 杂志连载
- 2008年7月号 - 2010年3月号『東京カレンダー』（「大沢たかおの味な時間」 アクセス・パブリッシング）
- 2015年9月16日 - ANAN雜誌

## 獎項
- 1999年  第23回日劇學院賞 助演男优赏 《美人》
- 2005年  第28回日本電影金像獎 优秀主演男优赏 《解夏》
- 2006年  第19回 日刊體育電影大賞 最佳助演男优赏 《穿越时空的地铁》+《7月24日大街的圣诞节》
- 2007年  第30回日本電影金像獎 优秀助演男优赏 《穿越时光的地铁》
- 2007年  第61回 日本放送映画艺术大赏·映画部门 优秀助演男优赏 《穿越时光的地铁》
- 2009年  第26回 ATP賞(全日本电视节目制作社联盟奖)特别赏 《天空的失去的世界〜南美亚马逊、法属圭亚那高地 地球创世纪的记忆》
- 2010年  第63回日劇學院賞主演男优赏 《仁醫》
- 2010年  第6回   TVnavi年度日剧大赏最优秀主演男优赏 《仁醫》
- 2010年  第18回 桥田赏 《仁醫》
- 2010年  第64回 日本放送映画艺术大赏·放送部门 最优秀主演男优赏 《仁醫》
- 2010年  第3届  东京国际电视节 主演男优赏 《仁醫》
- 2011年  第69回日劇學院賞 主演男优赏 《仁醫完结篇》
- 2012年  第66回 日本放送电影艺术大奖·放送部门 优秀主演男优赏 《仁醫完结篇》
- 2012年  第8回  TVnavi年度日剧大赏 最优秀主演男优赏 《仁醫完结篇》
- 2013年  第22回 日本映画批评家大赏助演男优赏 《终之信托》
- 2025年  第67届(24年度)东京电影记者会 蓝丝带电影奖 最佳男配角奖 《王者天下4：大將軍歸來》
- 2025年  第48回日本電影金像獎 最優秀助演男優賞 《王者天下4：大將軍歸來》

## 外部連結
- （日語）大泽隆夫官方网站（页面存档备份，存于）
- 大泽隆夫在互联网电影资料库（IMDb）上的資料（英文）